# Pappas pärlor
Pappas pärlor, egentligen Johan Karlgren, född 16 maj 1977, är en svensk konstnär som specialiserat sig på att skapa pixelkonst med pärlplattor.
Johan Karlgren fick ett Nintendo när han var tio år och fick ett stort intresse för dataspel. När han träffade sin fru kom de överens om att hon skulle spela TV-spelet The Legend of Zelda och han skulle läsa det svenska feministiska standardverket Under det rosa täcket av Nina Björk. Han har beskrivit det som ett feministiskt uppvaknande och ledde till att han började engagera sig i förhållandet och hemmet på ett nytt sätt. I förlängningen betydde det att när de fick barn så var det han som var hemma mest och pysslade med barnen och skötte hushållet. Han började lägga pärlplattor med sin äldsta dotter, bland annat gjorde de figurer från Nintendos dataspel.
Johan Karlgren gillade att skapa pärlplattorna, och de blev till uppskattade gåvor. De utvecklade tekniken och gjorde tredimensionella former samt blandade pärlade figurer med andra material, som köttätande växter och svampar från Super Mario-spelen placerade i blomkrukor. Vid en TV-spelmässa i Jönköping hade dottern ett bord och sålde plattorna med stor framgång. Han fortsatte med byggandet även efter att dottern tappat intresset samtidigt som han arbetade med annonsförsäljning och hade ett eventbolag, Han provade att sälja plattorna vid ett event han var med och anordnade. Han började även sälja startkit, började få uppmärksamhet i sociala medier, i synnerhet på instagram, startade företaget Pappas pärlor och satsade på att det kunde bli en heltidssysselsättning.
Andra halvan av 2010-talet började han också med gatukonst, där han använder tekniken för att skapa humoristiska och tänkvärda scener kring föremål i gatubilden. Han är noga med att hans scener ska vara enkla att städa undan och han har också blivit kontrakterad att skapa gatukonst, bland annat i Motala från vilket hans verksamhet utgår.